# 達摩岩
68°32′S 41°11′E / 68.533°S 41.183°E
達摩岩（英語：Daruma Rock），是南極洲的岩石，位於毛德皇后地的奧拉夫王子海岸，處於西長岩冰川西岸，根據日本探險隊的測量和拍攝的空中照片繪入地圖，現時由南極條約體系管理。